# Большая Малиновка
Большая Малиновка — опустевшая деревня в составе Темтовского сельсовета в Уренском районе Нижегородской области.

## География
Находится на расстоянии менее 5 километров по прямой на север от районного центра города Урень.

## История
Известна с 1723 года. Деревня до 1768 года относилась к главной дворцовой канцелярии, потом Придворной конторы, с 1797 крестьяне стали удельными. Население относилось к старообрядцам спасова согласия. В 1836 году деревня выгорела. В 1856 году было учтено 24 хозяйств и 172 жителя, в 1916 — 43 и 252. В советское время работал колхоз им. Жданова. В 1978 году было учтено 49 хозяйств и 107 жителей, в 1994 — 19 и 29 соответственно.

## Население
Постоянное население составляло 10 человек (русские 100 %) в 2002 году, 0 в 2010.